# Grote Prijs Raf Jonckheere 1975
De 25e editie van de Belgische wielerwedstrijd Grote Prijs Raf Jonckheere werd verreden op 28 juli 1975. De start en finish vonden plaats in Westrozebeke. De winnaar was Dirk Baert, gevolgd door Willy Van Malderghem en Hervé Vermeeren.

## Uitslag
| Grote Prijs Raf Jonckheere 1975 |                      |                  |      |
| Plaats                          | Naam                 | Ploeg            | Tijd |
| Winnaar                         | Dirk Baert           | Carlos           |      |
| 2                               | Willy Van Malderghem | Carlos           |      |
| 3                               | Hervé Vermeeren      | Splendor-Struvay |      |

1951 · 1952 · 1953 · 1954 · 1955 · 1956 · 1957 · 1958 · 1959 · 1960 · 1961 · 1962 · 1963 · 1964 · 1965 · 1966 · 1967 · 1968 · 1969 · 1970 · 1971 · 1972 · 1973 · 1974 · 1975 · 1976 · 1977 · 1978 · 1979 · 1980 · 1981 · 1982 · 1983 · 1984 · 1985 · 1986 · 1987 · 1988 · 1989 · 1990 · 1991 · 1992 · 1993 · 1994 · 1995 · 1996 · 1997 · 1998 · 1999 · 2000 · 2001 · 2002 · 2003 · 2004 · 2005 · 2006 · 2007 · 2008 · 2009 · 2010 · 2011 · 2012 · 2013 · 2014 · 2015 · 2016 · 2017 · 2018 · 2019 · 2020 · 2021 · 2022